# Abşeron járás
Az Abşeron járás (azeri nyelven:Abşeron rayonu) Azerbajdzsán egyik járása. Székhelye Xirdalan.

## Népesség
- 1970-ben 38 371 lakosa volt, melyből 32 362 azeri, 4610 orosz, 633 örmény, 235 lezg, 157 tatár, 42 zsidó, 23 grúz, 11 avar, 7 tat, 1 caur.
- 1979-ben 61 571 lakosa volt, melyből 50 930 azeri, 7011 orosz, 1710 örmény, 828 lezg, 412 tatár, 270 zsidó, 36 tat, 28 grúz, 27 avar, 2 kurd, 1 udin.
- 1999-ben 81 798 lakosa volt, melyből 79 898 azeri, 885 orosz, 681 lezg, 166 tatár, 46 zsidó, 7 avar, 7 örmény, 1 grúz.
- 2009-ben 189 794 lakosa volt, melyből 188 252 azeri, 648 lezg, 500 orosz, 68 talis, 63 török, 57 tatár, 32 zsidó, 27 kurd, 15 ukrán, 10 tat, 7 grúz, 5 avar, 4 örmény,